# Rhynchospora montana
Rhynchospora montana är en halvgräsart som först beskrevs av Hendrik Uittien, och fick sitt nu gällande namn av Hans Heinrich Pfeiffer. Rhynchospora montana ingår i släktet småag, och familjen halvgräs. Inga underarter finns listade i Catalogue of Life.